# Европейская конфедерация бейсбола
Европейская конфедерация бейсбола (англ. Confederation of European Baseball, фр. Confédération européenne de baseball, CEB) — управлявшая европейским бейсболом структура, объединявшая 40 национальных ассоциаций. Представляла Всемирную конфедерацию бейсбола и софтбола (WBSC) в европейских странах. В 2018 объединилась с Европейской федерацией софтбола в организацию WBSC Европа. 

## История
Европейская федерация бейсбола (Fédération Européenne de Baseball — FEB) основана в апреле 1953 года на учредительном конгрессе в Париже национальными ассоциациями 5 стран — Бельгии, Италии, Испании, Франции и ФРГ. Через год FEB провела 1-й чемпионат Европы среди национальных сборных. В 1956 к организации присоединились Нидерланды, в 1957 — Швеция и Тунис, в 1960 — Великобритания. В 1963 году был проведён первый клубный бейсбольный турнир — Кубок Европы.
В 1967 в FEB произошёл раскол — из неё вышли Италия и Нидерланды. В 1969 национальные ассоциации этих двух стран вновь вернулись в FEB и единство европейского бейсбола было восстановлено.
В 1971 9-й страной-членом FEB стала Сан-Марино.
В 1972 FEB была переименована в Европейскую любительскую конфедерацию бейсбола (Confederation Europeene de Baseball Amateur — СЕВА).
В 1974 был проведён первый чемпионат Европы среди юниоров (возраст участников до 18 лет), а в 1975 — чемпионат среди кадетов (возраст — до 15 лет).
В 1979 10-м членом СЕВА стала Дания.
С 1994 организация переименована в Европейскую конфедерацию бейсбола.
14 февраля 2018 года на Конгрессе в Париже (Франция) провозглашено объединение Европейской конфедерации бейсбола и Европейской федерации софтбола в единую организацию — WBSC Европа.    

### Президенты СЕВ
- 1953—1971 —  Стено Боргезе
- 1971—1985 —  Бруно Бенек
- 1985—1987 —  Гус ван дер Хейден
- 1987—2005 —  Альдо Нотари
- 2005—2012 —  Мартин Миллер
- 2012—2013 —  Петр Дитрих (и.о.)
- 2013—2017 —  Ян Эсселман
- 2017—2018 —  Дидье Семине

## Структура CEB
Высшим органом Европейской конфедерации бейсбола был Конгресс, проводившийся раз в год. В работе Конгресса приглашались  принять участие все национальные федерации, являющиеся членами СЕВ. С 2013 проводились совместные конгрессы с Европейской федерацией софтбола.
Для решения задач, поставленных Конгрессом перед СЕВ, а также уставных требований, делегаты Конгресса избирали Исполнительный комитет, который проводил в жизнь решения Конгресса, а также организовывал повседневную деятельность СЕВ. Руководил его работой Президент Европейской конфедерации бейсбола, избираемый Конгрессом. Кроме президента в состав Совета также входили три вице-президента, генеральный секретарь, казначей и 3 члена.

## Официальные соревнования
В рамках своей деятельности Европейская конфедерация бейсбола отвечала за проведение следующих турниров:

### Турниры сборных
- Чемпионаты Европы среди национальных команд — проводятся с 1954, периодичность — раз в два года по чётным годам;
- Чемпионаты Европы среди молодёжных команд (возраст участников до 21 года) — раз в два года по чётным годам;
- Чемпионаты Европы среди юниоров (возраст участников до 18 лет) — раз в два года по чётным годам;
- Чемпионаты Европы среди кадетов (возраст участников до 16 лет) — ежегодно;
- Чемпионаты Европы среди ювенилов (возраст участников до 12 лет) — ежегодно;

### Клубные турниры
Проводятся ежегодно
- Кубок Европы — с 1963;
- Кубок СЕВ — с 1994.

## Члены СЕВ
В скобках — год вступления.
| - Австрия (1983) - Белоруссия (1994) - Бельгия (1953) - Болгария (1992) - Великобритания (1960) - Венгрия (1993) - Германия (1953) - Греция (1999) - Грузия (1992) - Дания (1979) | - Израиль (1994) - Ирландия (1994) - Исландия (2009) - Испания (1953) - Италия (1953) - Кипр (1999) - Латвия (2009) - Литва (1992) - Мальта (1993) - Молдавия (1983) | - Нидерланды (1956) - Норвегия (1993) - Польша (1990) - Португалия (1994) - Россия (1992) - Румыния (1991) - Сан-Марино (1971) - Сербия (2006) - Словакия (1993) - Словения (1992) | - Турция (2001) - Украина (1992) - Финляндия (1981) - Франция (1953) - Хорватия (1992) - Чехия (1993) - Швейцария (1982) - Швеция (1957) - Эстония (1992) |

## Бывшие члены
- Армения (1994—2011)
- Сербия и Черногория (1996—2006)
- СССР (1988—1992)
- Тунис (1957—1962)
- Чехословакия (1989—1993)
- Югославия (1983—1992)